# Неграр
Неграр, Неґрар (італ. Negrar, вен. Negrar) — муніципалітет в Італії, у регіоні Венето,  провінція Верона.
Неграр розташований на відстані близько 430 км на північ від Рима, 110 км на захід від Венеції, 12 км на північний захід від Верони.
Населення — 17 126 осіб (2014).
Щорічний фестиваль відбувається 11 листопада. Покровитель — святий Мартин.

## Демографія
Населення за роками:

Станом на 1 січня 2023 року в муніципалітеті офіційно проживали 1202 іноземці з 64 країн, серед них 439 громадян країн Євросоюзу та 13 громадян України.

## Уродженці
- Ніколо Казале (*1998) — італійський футболіст, захисник.

## Сусідні муніципалітети
- Греццана
- Марано-ді-Вальполічелла
- Сан-П'єтро-ін-Каріано
- Сант'Анна-д'Альфаедо
- Верона